# Carlos Magalhães de Azeredo
Carlos Magalhães de Azeredo (Rio de Janeiro, 7 settembre 1872 – Roma, 4 novembre 1963) è stato un diplomatico, scrittore e poeta brasiliano.

## Biografia
Azeredo nacque a Rio de Janeiro, nel 1872 da Caetano Pinto de Azeredo (che morì tre mesi dopo la nascita di Carlos) e Leopoldina Magalhães de Azeredo.
Iniziò a scrivere il suo primo libro all'età di 12 anni intitolato Inspirações da Infância, che, tuttavia, non fu mai pubblicato; in seguito, all'età di 17 anni iniziò mandare lettere a Machado de Assis e a Mário de Alencar.
Studiò presso il Colégio São Carlos, a Porto, in Portogallo, poi ritornò in Brasile (più precisamente nella città di Itu), dove terminò i suoi studi, presso il Colégio São Luís.
Nel 1888 andò presso l'Università di San Paulo, dove si laureò nel 1893. Due anni dopo intraprese la sua carriera diplomatica, dove fu ministro in Uruguay, Cuba, Grecia e in Santa Sede. In seguito, rimase fino alla sua morte in Italia.

## Opere
Azeredo era uno scrittore molto proficuo, ma le sue opere rimasero sconosciute dal pubblico Brasiliano. Nel dicembre 2003, l'ex presidente brasiliano, Itamar Franco trovò i suoi scritti, allora non pubblicati, consegnandoli all'Accademia brasiliana di lettere.

### Poesie
- Procelárias (1898)
- Portugal no Centenário das Índias (1898)
- O Poema da Paz, na Aurora do Século XX (1901)
- Horas Sagradas (1903)
- Odes e Elegias (1904)
- O Hino de Púrpura (1906)
- Vida e Sonho (1919)
- A Volta do Imperador (1920)
- Laudes do Jardim Real de Atenas (1921)

### Storie brevi
- Alma Primitiva (1895)
- Baladas e Fantasias (1900)
- Quase Parábola (1913)
- Ariadne (1922)
- Casos do Amor e do Instinto (1924)
- O Eterno e o Efêmero (1936)

### Altro
- José de Alencar (saggio, 1895)
- Homens e Livros (studi, 1902)